# 231 (nombre)
Cet article concerne le nombre 231. Pour les années, voir 231 et -231. Pour Pacific 231, voir Pacific 231 .
Le nombre 231 (deux cent trente et un) est l'entier naturel qui suit 230 et qui précède 232.
C'est :
- le nombre sphénique 3 × 7 × 11,
- le 21e nombre triangulaire donc le 11e nombre hexagonal,
- le 7e nombre octaédrique et
- un zéro de la fonction de Mertens.